# Старое Погорелово
Старое Погорелово — село в Вешкаймском районе Ульяновской области. Входит в состав Бекетовского сельского поселения.
Численность населения — 630 (2010).
Расположено на реке Карсунка в 19 км к северо-западу от Вешкаймы и в 100 км к западу от Ульяновска.

## История
Освоение и заселение местности началось со времени построения Карсунской укреплённой пограничной линии («черты», засеки). Карсунская линия была возведена в 1647—1654 гг. по указу царя Алексея Михайловича стольником и воеводой Б. М. Хитрово. На 53 верстах «меж реки Барыш и реки Суры для береженья от татарских приходов» построили 3 города-крепости — Карсун, Малый Карсун (Старое Погорелово) и Тальск (Коноплянка) и 3 острога — Сокольский (на р. Соколка, не был построен), Аргашский и Сурский (Первомайское).
Мало-Карсунский острог (Старое Погорелово) начали строить в 1647 году. Острог был: 2-е стены по 48 сажень, а две — по 41. Состоял из 4-х башен, две из которых проезжие, по периметру обнесён земляным валом.
Леонтий Лукъянович Чуфаров состоявший в должности начальника крепости в пригороде Малом Карсуне, которому в 1671 году, «за Синбирское осадное сидение при Стеньке Разине», земля (130 четвертей) в Синбирском уезде, по Белому Ключе и велено ему служить при царском дворе. Чуфаров поселил на этой земле крестьян, основал слободу Чуфаровскую, а в 1678 году здесь уже существовало село Чуфарово (Вешкаймский район) в 15 дворов (53 человека), принадлежавшее дочери Леонтия Чуфарова Прасковье, данное ей в приданое, сам же перешёл на жительство в другое своё именье, тоже село Чуфарово, ныне в Майнском районе.
Кроме Мало-Карсунский острог, в XVII веке его ещё называли Малый город Карсунов и город Малый Карсунов.
В конце XVII века, из-за нехватки земли, в 5 км основали новое село — Мало-Карсунский Выселок (ныне село Новое Погорелово).
В 1780 году при создании Симбирского наместничества, пригород Малой Карсун, пахотных солдат, вошёл в состав Карсунского уезда.
В 1859 году пригород Малый Карсун (Погорелово), удельных крестьян, входил в 1-й стан Карсунского уезда Симбирской губернии.
18 декабря 1872 году было открыто мужское, а в декабре 1885 году — смешанное училище. В разное время здесь успешно работали ученики Ильи Николаевича Ульянова: учителя Д. Преображенский, Н. Ведерников и А. Анисимов.
Храмов два: приходский и кладбищенский. Приходский деревянный храм, был построен прихожанами в 1879—1885 годах. Престолов в нём три: главный — в честь Вознесения Господня и в приделах: в северном — во имя Архистратига Божия Михаила и в южном — в честь Покрова Пресвятые Богородицы. Кладбищенский храм — деревянный, тёплый, построен в 1862 году поручиком Петром Семёновичем Топорниным; престол в нём — во имя Святителя и Чудотворца Николая.
В 1930 году организованы колхозы «Красный борец» и «Красный пахарь». В 1950 году они объединились в колхоз им. Молотова.
11 мая 2010 года в селе Старое Погорелово состоялось освящение храма во имя Вознесения Господня. Храм построен при содействии благотворителя Сергея Николаевича Стожарова рядом с сохранившимся фундаментом старой церкви.

## Население
| Год  | Число дворов | Число жителей | Примечания                                |
| ---- | ------------ | ------------- | ----------------------------------------- |
| 1780 |              | 939           | Ревизских душ                             |
| 1859 | 221          | 1672          | Церковь православная 1. Сельское училище. |
| 1900 | 363          | 2275          |                                           |
| 1913 | 487          | 2690          |                                           |
| 1996 |              | 810           |                                           |
| 2010 |              | 690           |                                           |

| 2010 |
| ---- |
| 630  |

## Известные уроженцы
- Болотнов, Василий Фёдорович — советский и российский организатор и руководитель производства, деятель оборонной и фармацевтической промышленности, изобретатель СССР, общественный деятель[9].
- Умнов А. С. — учёный[9].

## Достопримечательности
- В окрестностях села — остатки засечной черты[11];
- Обелиск воинам, погибшим в годы ВОВ (1971)[12][9].
- Народный музей[13][14].
- Напротив церкви расположен святой источник Покрова Пресвятой Богородицы, почитаемый местными жителями[10][15].